# P (lettre)
 (novembre 2015).
Pour les articles homonymes, voir P.
Cette page contient des caractères spéciaux ou non latins. S’ils s’affichent mal (▯, ?, etc.), consultez la page d’aide Unicode.
P est la 16e lettre et la 12e consonne de l'alphabet latin.

## Histoire

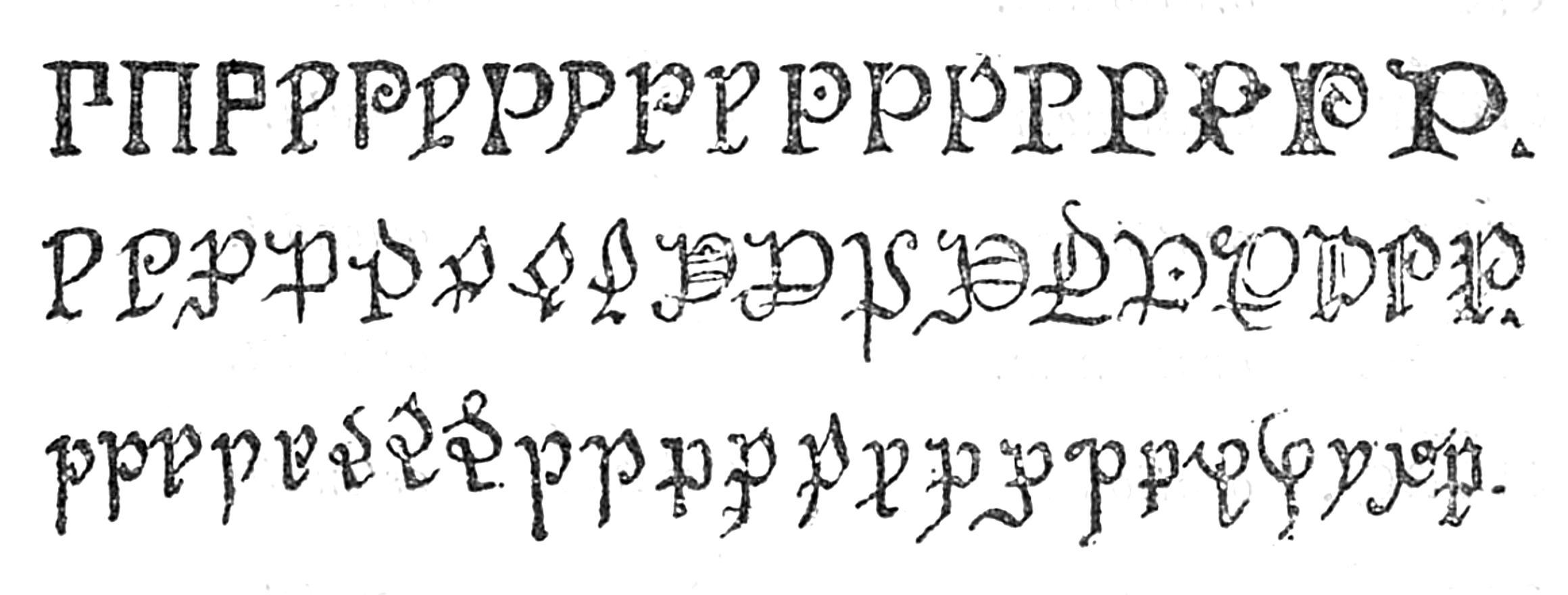
Formes majuscules et minuscules manuscrites de la lettre P dans le Dictionnaire des abréviations latines et française d’Alphonse Chassant.

| D21 |

| D21 |

## Linguistique
En français, le p se prononce généralement [p]. Dans des mots généralement d'origine grecque, le graphème ph, qui transcrit la lettre grecque φ, se prononce [f]. Le p peut être muet en fin de mot (coup, drap) ou à l'intérieur (compter, sculpter). Il faut cependant faire la liaison : « C'est trop amer. »

## Codage

### Informatique
| Lettre                   | P                        | P                        | p                         | p                         |
| ------------------------ | ------------------------ | ------------------------ | ------------------------- | ------------------------- |
| Nom Unicode              | Lettre capitale latine P | Lettre capitale latine P | Lettre minuscule latine P | Lettre minuscule latine P |
| Encodage                 | décimal                  | hexadécimal              | décimal                   | hexadécimal               |
| ASCII, ISO 8859, Unicode | 80                       | 50                       | 112                       | 70                        |
| EBCDIC                   | 215                      | D7                       | 151                       | 97                        |

### Radio
- Épellation alphabet radio
  - international : Papa
  - allemand : Paula
- En alphabet morse, la lettre P vaut « ·--· »

### Autres
| Signalisation | Signalisation | Langue des signes | Langue des signes | Écriture Braille |
| Pavillon      | Sémaphore     | française         | québécoise        | Écriture Braille |
| ------------- | ------------- | ----------------- | ----------------- | ---------------- |
|               |               |                   |                   |                  |